# Anat Kam
Anat Kam (ענת קם, Jeruzsálem, 1987. április 18. –) izraeli újságírónő, akit bebörtönöztek, mert palesztinok illegális meggyilkolásáról szóló anyagot adott le.

## Élete
Kam 1987-ben született Jeruzsálemben és a Zsidó Egyetem középiskolájába járt. Már fiatal korában érdeklődni kezdett az újságírás iránt, és írt a helyi "Jeruzsálem" (korábban "Yedioth Jerusalem") újságba, illetve a Walla! portál ifjúsági rovatába.
2005 júliusában kezdte meg katonai szolgálatát az izraeli hadseregben. 2005 és 2007 között Jair Naweh tábornok, az akkori Izraeli Központi Parancsnokság főnökének irodájában szolgált.
Leszerelése után, 2008 novemberében kezdett neki történelem és filozófia szakos tanulmányainak a Tel-Avivi Egyetemen. Ezalatt a Háárec izraeli napilaphoz tartozó Walla! hírportálnak írt cikkeket, popkultúráról.

## A per
2010 januárjában kémkedés és hazaárulás vádat emeltek ellene, miszerint katonai szolgálata alatt titkos dokumentumokat továbbított Uri Blau oknyomozó újságírónak, aki ezeket egy három palesztin törvényen kívüli meggyilkolásáról szóló híranyaghoz használta fel.
A cikk szerint az Izraeli Legfelsőbb Bíróság 2006 decemberében irányelvet adott ki a célzott gyilkosságokkal kapcsolatban. Eszerint senkit nem szabad megölni, aki életveszély nélkül is elfogható, kihallgatható. Az IDF ezt nem tartotta be, számos esetben, megtorlás jelleggel likvidáltak olyan személyeket is, akik lényegében erőszak nélkül is elfoghatóak lettek volna. Jair Naweh ezzel egyidejűleg kijelentette: „Ne fárasszon már a Legfelsőbb Bírósággal.“
Ez 2007 júniusában történt, Blau cikke pedig 2008 novemberében jelent meg a Háárecben. Összesen 2000 - melynek jó harmada "Top Secret"-ként kategorizált - oldalt másolt le. Az izraeli katonai cenzúra nem emelt kifogást Blau cikke ellen annak megjelenése előtt.
Kam 2009 decemberétől házi őrizetbe került, egyidejűleg letiltották újságírói tevékenységét. Ezt először 2010 áprilisában enyhítették, miután az esete nemzetközi visszhangot is kapott. 2011. október 30-án kémkedés és titkos katonai dokumentumok továbbítása miatt 4 és fél évre ítélték. A majdnem kétéves házi őrizete nem számít bele a büntetésbe.
A letöltendő börtön mellett egy másfél éves felfüggesztettet is kapott. Az illegális gyilkosságokkal kapcsolatban a cikk nyomán semmilyen eljárás nem indult.

## A börtönben
2011. november 23-án kezdte meg büntetése letöltését a Neve Tirza-i női börtönben.
Büntetése megkezdésekor rögtön észlelte, hogy a börtön nyilvántartásában tévesen, mint "kémkedés és hazaárulás" miatt elítélt szerepel, holott csak kémkedésért ítélték el. Kapcsolatba lépett a börtön adminisztrációjával a korrekció miatt, de elutasították - állításuk szerint ez a fogoly egy rögzített tulajdonsága, és nem módosítható. Ezért fellebbezett, amit megnyert. A bíró ítéletében kimondta, hogy a börtön tudatában volt a hibának, mégsem tett semmit. Az államnak vissza kell fizetnie Kamnak a felmerült jogi költségeket is.
2012. december 31-én az izraeli Legfelsőbb Bíróság a büntetését három és fél év letöltendő és másfél év felfüggesztett szabadságvesztésre mérsékelte. Végül 2014. január 26-án, 26 letöltött hónap után, jó magaviselet miatt szabadult.